# Abdollah Riazi
Abdollah Riazi (Isfahan, 1905 – Teheran, 11 aprile 1979) è stato un politico iraniano, presidente del Parlamento dal 1963 al 1978, ammazzato dal neo-insediato regime islamico.

## Biografia
Secondo lo storico ed economista Ali Rahnema, Riazi era una figura di spicco e di fiducia nell'establishment.
Il professore di storia Fakhreddin Azimi descrive Riazi come una importante figura con "incondizionato rispetto verso lo Scià", in "contrasto nettamente con il suo atteggiamento sprezzante verso i deputati, che trattava praticamente come scolari".

## Morte
In seguito alla rivoluzione islamica, venne arrestato e dovette difendersi da tre accuse presso la Corte Rivoluzionaria Islamica, tra cui "corruzione sulla terra", "tradimento" e collaborazione col vecchio regime. Il processo secondo Amnesty International non fu equo. Venne giustiziato l'11 aprile 1979.